# 源泉徴収票

給与所得の源泉徴収票（税務署提出用）

源泉徴収票（げんせんちょうしゅうひょう）とは日本の法定調書の一つ。給与・退職手当・公的年金等の支払をする側が源泉徴収した所得税額を証明する書面。全3種類。

## 概要
源泉徴収票は所得税法第226条の規定により、給与・退職手当・公的年金等の支払をする者が納付をする者に交付する。納付をする者はそのデータ入力をして確定申告をする。各源泉徴収票は詳細の様式が決められており、税務署への提出が必要な対象者の範囲については限定されている（所得税法施行規則第93条、第94条及び第94条の2）。
関連して、市区町村に提出する書類で給与支払報告書などが定められている。
- 「給与所得の源泉徴収票」には、1月1日から12月31日までに支払われた給与等の支払金額（サラリーマンにとっての“年収”にあたる）や所得税等の源泉徴収税額が記載されている。給与等の支払をした翌年の1月31日まで（年の中途の退職者については退職日から1か月以内）に交付しなければならない。入手方法は要確認。対応する市区町村に提出する書類は「給与支払報告書」。
- 「退職所得の源泉徴収票・特別徴収票」には、退職手当等の支払金額や所得税の源泉徴収税額が記載されており、退職日から1か月以内に交付しなければならない。実務上市区町村に提出する「特別徴収票」と兼用の様式になっている。
- 「公的年金等の源泉徴収票」には、1月1日から12月31日までに支払われた公的年金等の支払金額や所得税の源泉徴収税額が記載されており、支払をした翌年の1月31日までに交付しなければならない。対応する市区町村に提出する書類は「公的年金等支払報告書」。

源泉徴収票や支払調書で、税務署用の書類には支払者および支払を受けた者のマイナンバーや法人番号を記載しないといけないが、支払を受けた者に交付する書類にマイナンバーを記載してはいけない。e-Taxソフトなどではマイナンバーを消して出力できる。

### 提出範囲
- 給与所得の源泉徴収票（年末調整したもの）：支払金額500万円超のもの（役員150万円超、弁護士・司法書士・税理士等250万円超）
- 給与所得の源泉徴収票（年末調整しないもの）：支払金額250万円超のもの（役員50万円超、乙欄適用者等50万円超）
- 退職所得の源泉徴収票：役員に対するもの（2026年1月以後提出すべき分より総て）
- 公的年金等の源泉徴収票：支払金額60万円超のもの（公的年金等の受給者の扶養親族等申告書の提出がないもの30万円超）

## 報酬、料金、契約金及び賞金の支払調書
源泉徴収票は給与所得・退職所得・公的年金等の支払のみに交付されるものであり、源泉徴収されても源泉徴収票が交付されない支払（人的役務の提供に係るもの）には、所得税法第204条に規定される報酬・料金・契約金・賞金があり、原稿料・デザイン料・講演料・プロスポーツ選手の報酬・弁護士や税理士の報酬などが該当する。
これらの支払について提出基準に該当する場合には、支払をした者は源泉徴収票に替えて、「報酬、料金、契約金及び賞金の支払調書」（法定調書の1つ）を税務署へ提出しなければならない。支払を受けた者に交付する義務はないが、e-Taxソフト（WEB版やパソコン版）などでは支払調書をPDFで出力・印刷できるので、それを支払を受けた者に交付した方が、支払を受けた者は確定申告しやすい。

### 提出範囲
所得税法第225条1項3号に加えて、更に、以下に該当する場合は支払調書の提出が必要である（所得税法施行規則第84条）。
- 外交員等への支払で50万円を超える場合
- 馬主への支払で75万円を超える場合
- プロ野球の選手などに支払う契約金で5万円を超える場合
- 弁護士などへの報酬で5万円を超える場合
- 社会保険診療報酬支払基金が支払う診療報酬で50万円を超える場合

そして、下記のような源泉徴収対象外の場合でも、支払調書は税務署に提出する必要がある（所得税法第225条1項3号）。
1. 法人等に支払われる報酬・料金等で源泉徴収の対象とならないもの。
2. 支払金額が源泉徴収の限度額以下であるため源泉徴収をしていない報酬・料金等

ただし、所得税法第204条2項により給与の源泉徴収をしていない個人などで源泉徴収不要の場合は、支払調書の提出は不要である（所得税法施行規則第84条）。

## 提出および交付方法
近年はIT化推進により、税務署への提出をインターネット（e-Tax）や光ディスク等により行うことができる。また、受給者への交付においても、受給者の承諾を得て電磁的方式により提供することができるようになった（所得税法第226条第4項）。

## 参照
1. ↑  法定調書に関するFAQ｜国税庁
2. 1 2 3  No.7431　「報酬、料金、契約金及び賞金の支払調書」の提出範囲と提出枚数等｜国税庁